# International School Eerde
Die International School Eerde ist ein Gemeinschaftsunternehmen in Ommen, Provinz Overijssel (Ortsteil Eerde) in den Niederlanden. Sie ist die älteste internationale Schule und das einzige internationale Internat der Niederlande. Das Internat mit integrierter Tagesschule befindet sich in einem Schloss aus dem Jahre 1715, das in den Wäldern nahe Ommen liegt.

## Geschichte
Im Laufe seiner wechselvollen Geschichte beherbergte Schloss Eerde zwischen 1934 und 1943 die Quäkerschule Eerde. Deren erste Schulleiterin war von 1934 bis 1938 Katharina Petersen. Schloss Eerde war den niederländischen Quäkern als Schule und als Zuflucht für vom NS-Regime verfolgte deutsche und jüdische Kinder zur Verfügung gestellt worden. Sie wurde als Internatsschule im Geiste der deutschen Landerziehungsheime betrieben, bis sie auf Druck der deutschen Besatzer 1943 geschlossen werden musste.
Nach dem Zweiten Weltkrieg begann der Wiederaufbau der Quäkerschule Eerde. Aufgrund interner Auseinandersetzungen kam es 1951 zu einer Abspaltung unter dem ehemaligen Schulleiter Hermans und zu einer Neugründung unter dessen Leitung auf De Ulenpas in Hoog Keppel. Die Quäkerschule in Eerde setzte ihre Arbeit noch bis 1958 fort und zog, nachdem Baron van Pallandt den Mietvertrag mit ihr nicht verlängert hatte, auf Schloss Beverweerd. Hermans kehrte danach mit seiner Ausgründung nach Eerde zurück und betrieb den weiteren Ausbau einer internationalen Schule, aus der die heutige International School Eerde hervorgegangen ist. Ihr auf der englischen Sprache basierende Bildungsprogramm war ursprünglich an den Prüfungsanforderungen der Universität Oxford ausgerichtet und wurde später auf die der Universität Cambridge ausgeweitet. Ihren heutigen Namen trägt die Schule seit 1959.
Ende der 1900er war die Schule nicht mehr zahlungsfähig und konnte den Unterricht nur noch durch finanzielle Spenden der Eltern fortsetzen. Im Laufe des Jahres 1998 übernahm Landstede Educational Group die Schule.
Zum Schuljahresbeginn 2001 wurde die Schule umstrukturiert und zu einer E-Learning-School umgewandelt, und der Hauptfokus wurde auf Schüler mit Lese-Rechtschreib-Schwäche und Dyskalkulie gesetzt. Unter der neuen Schulleitung von Herman Voogd und Edward Lock entwickelte sich die Schule zu einer der besten internationalen Schulen in den Niederlanden. Nachdem die Schule 2010 negative Schlagzeilen gemacht hatte und wieder in finanzielle Schwierigkeiten geraten war, übernahmen Anfang des Kalenderjahres 2011 interimsweise Bob van der Van, H. Lenoir und Jan Dobben die Leitung der Schule. Im Frühling 2011 wurde H. Lenoir alleinige Schulleiterin und Direktorin. Am 1. Januar 2014 verkaufte Landstede Educational Group die Schule zu 49 % an die Bildungseinrichtung Parkendaal, damit wurde auch eine neue Geschäftsleitung und Schulleitung eingesetzt, was zur Ablösung von Lenoir durch Dennis Peek und Martin van As führte.
Zum Schuljahresbeginn 2014 gründete die Schule eine „Sports Academy“ für Basketball, Tennis und andere Sportarten mit integriertem internationalen Schulabschluss. Im August wurde Helen Gordon zur neuen Schulleiterin ernannt und Dennis Peek wurde Vorstandsvorsitzender des Gemeinschaftsunternehmens.
|           | Direktor/in                              | Schulleiter/in                           | stellv. Schulleiter/in     |
| --------- | ---------------------------------------- | ---------------------------------------- | -------------------------- |
| 1982–1987 | N. den Hartog                            | N. den Hartog                            | N. den Hartog              |
| 1987–1994 | Jan Bouwhuis                             | Jan Bouwhuis                             | A. Loman                   |
| 1987–1994 | Jan Bouwhuis                             | Jan Bouwhuis                             | M. Thompson                |
| 1987–1994 | Jan Bouwhuis                             | Jan Bouwhuis                             | D. Scott                   |
| 1994–2001 | Bert Breedveld                           |                                          |                            |
| 1994–2001 | Bert Breedveld                           | Bert Schollema                           |                            |
| 2001–2011 | Herman Voogd                             | Herman Voogd                             | Edward Lock                |
| 2011      | Bob van der Van / H. Lenoir / Jan Dobben | Bob van der Van / H. Lenoir / Jan Dobben | Edward Lock                |
| 2011–2014 | H. Lenoir                                | H. Lenoir                                | Han van der Zwan           |
| 2014      | Dennis Peek / Martin van As              | Dennis Peek / Martin van As              | Han van der Zwan           |
| 2014      | Dennis Peek / Martin van As              | Helen Gordon                             | Helen Gordon               |
| 2015      | Peter van den Heuvel                     | Helen Gordon                             | Helen Gordon               |
| 2016      | Peter van den Heuvel                     | Ydo Jousma / Justin Hughes               | Ydo Jousma / Justin Hughes |
| 2016      | Peter van den Heuvel                     | Ydo Jousma                               |                            |
| 2017–2018 | Nelleke Deelen-Geuze                     | Nelleke Deelen-Geuze                     | Nelleke Deelen-Geuze       |
| 2018–2019 | Nelleke Deelen-Geuze                     | Lynne Kenney                             | Lynne Kenney               |
| 2019–     | Niki Holterman                           | Robert de Bruin                          | Robert de Bruin            |

Am 21. November 2015 wurde bekannt, dass sich Dennis Peek und Martin van As aus dem Gemeinschaftsunternehmen zurückziehen und die Leitung interimsweise an Peter van den Heuvel als Direktor und Helen Gordon weiterhin als Schulleiterin übergeben.
Im Dezember 2015 entschied sich die Landstede Group Peter van den Heuvel als neuen Direktor zu ernennen.
Die Schule ist Mitglied im Council of International Schools.

## Schulleitung
Die Schule wurde von August 2014 von der Australierin Helen Gordon geleitet bis zu ihrer Entlassung Anfang 2016. Im Februar 2016 übernahm Ydo Jousma und Justin Hughes die Leitung der Schule als welche dann im August 2016 von Ydo Jousma und Michael Vetrano übernommen wurde.

## Sports Academy „Falcons“ 2014–2015
Die Sports Academy wurde von Dennis Peek und Remy de Wit geleitet und wurde nach dem Rückzug von Dennis Peek und Martin van As am 21. November 2015 geschlossen.